# گلژنووو
گلژنووو (به لهستانی:  Gleźnowo) یک روستا در لهستان است که در گمینا داروووو واقع شده‌است.
 گلژنووو  ۱۹۸ نفر جمعیت دارد.